# Nanohammus subfasciatus
Nanohammus subfasciatus är en skalbaggsart som först beskrevs av Masaki Matsushita 1941.  Nanohammus subfasciatus ingår i släktet Nanohammus och familjen långhorningar.
Artens utbredningsområde är Taiwan. Inga underarter finns listade i Catalogue of Life.